# Григорян, Ерванд
Ерванд Григорян — армянский самбист, чемпион (1994, 2003), серебряный (1998) и бронзовый (1999) призёр чемпионатов Европы по самбо, чемпион (1998), серебряный (1994, 1997) и бронзовый (1999) призёр чемпионатов мира по самбо, Заслуженный мастер спорта Армении. Выступал в легчайшей весовой категории (до 52 кг). Согласно некоторым источникам, на чемпионате мира 1997 года в Тбилиси финальная схватка между Джейхуном Мамедовым (Азербайджан) и Ервандом Григоряном оказалась очень упорной и во избежание беспорядков судьи вручили обоим финалистам золотые медали.